# La Cortinada
La Cortinada (prononcé en catalan : /ɫə kurtiˈnaðə/, et localement : /la kuɾtiˈnaða/) est un des huit villages ainsi que l'un des cinq quarts, de la paroisse d'Ordino en Andorre. Il comptait 845 habitants en 2017.

## Toponymie
La forme ancienne Curtinhola est attestée. Le toponyme est d'origine latine et dérive de la racine cohors signifiant « cour ». Le suffixe -ada possède une valeur collective.

## Géographie

### Localisation
Le village de La Cortinada se trouve dans la vallée glaciaire de la Valira del Nord, au bord de la rivière, à une altitude de 1 335 m. À ce niveau, la vallée forme une auge en « U » particulièrement régulière et étendue sur une hauteur de 400 m. Les pentes des versants sont particulièrement abruptes, ce qui expose au risque d'avalanche. Un verrou glaciaire latéral rocheux vient réduire la largeur de la vallée et protège le village du vent du nord.
Accessible par la route route CG-3, la Cortinada se situe entre les villages d'Ansalonga au sud et d'Arans au nord,. Ordino se trouve à 3 km tandis que la capitale Andorre-la-Vieille est distante de 11 km. 
Le GR 11 espagnol passe par le village. Ce dernier permet de rejoindre à pied le village d'Arans au nord et le village de Segudet au sud-est.

### Climat
| Mois                              | jan. | fév. | mars | avril | mai   | juin | jui. | août | sep. | oct. | nov. | déc. | année |
| --------------------------------- | ---- | ---- | ---- | ----- | ----- | ---- | ---- | ---- | ---- | ---- | ---- | ---- | ----- |
| Température minimale moyenne (°C) | −2,7 | −2,6 | −0,5 | 1,4   | 5     | 8,7  | 11   | 10,9 | 7,9  | 4,8  | 0,6  | −1,8 | 3,6   |
| Température moyenne (°C)          | 1,6  | 2,3  | 4,8  | 6,5   | 10,4  | 14,5 | 17,4 | 17,1 | 13,8 | 9,8  | 5    | 2,4  | 8,8   |
| Température maximale moyenne (°C) | 6    | 7,2  | 10,2 | 11,6  | 15,5  | 20,3 | 23,5 | 23,2 | 19,4 | 14,8 | 9,6  | 6,6  | 13,9  |
| Précipitations (mm)               | 65,8 | 39,1 | 51,7 | 86,3  | 101,1 | 90,3 | 66,1 | 82,7 | 85,5 | 85,2 | 90,7 | 75,6 | 920,2 |

## Patrimoine
- Le principal monument du village est l'église Sant Martí de la Cortinada, église romane construite au XIIe siècle et agrandie ultérieurement, classée édifice protégé d'Andorre[11]. Cette église est considérée comme l'un des éléments les plus importants de l'art roman andorran[12]. Elle abrite de plus des peintures romanes particulièrement remarquables datées du XIIe siècle[12],[13].
- Centre de nature de La Cortinada, espace d'exposition sur la nature pyrénéenne[14].
- La maison-musée cal Pal et les moulin et scierie de cal Pal, construits au XVIe siècle et actifs jusque dans les années 1960, reconvertis en musée[15].
- Cal Batlle est une maison traditionnelle andorrane bâtie au XVe siècle, ce qui en fait l'une des plus vieilles de l'Andorre[16],[17].
- La « route du fer » est un itinéraire touristique reliant l'ancienne mine de Llorts à la forge Rossell passant par le village de la Cortinada[18]. Cet itinéraire permet de découvrir l'histoire de la sidérurgie andorrane. Il est également jalonné de sculptures aux environs de La Cortinada[19].
- Près du cimetière du village se trouvait un menhir représentant l'une des seules preuves de mégalithisme en Andorre. Celui-ci avait été orné ultérieurement d'une sculpture de Sant Cristòfol. Au cours du XXe siècle, le menhir a disparu et sa localisation actuelle est inconnue[20].

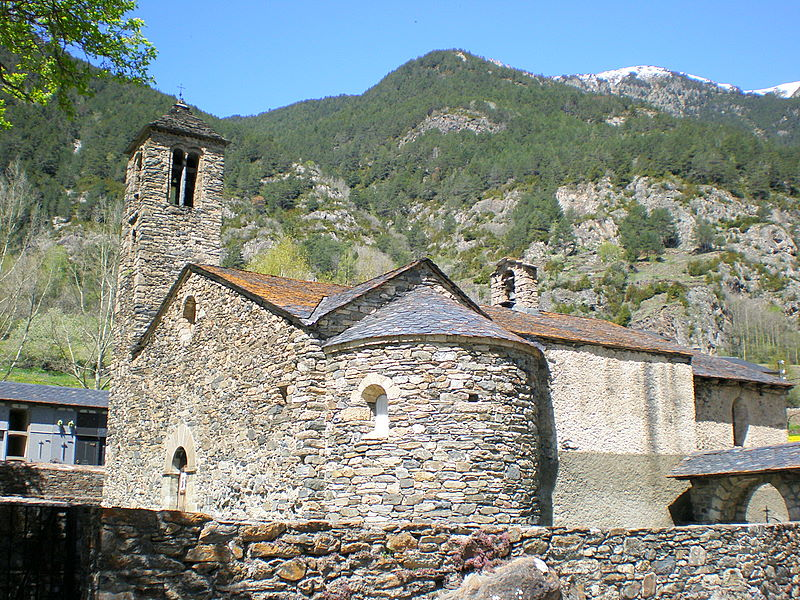
Sant Martí de la Cortinada
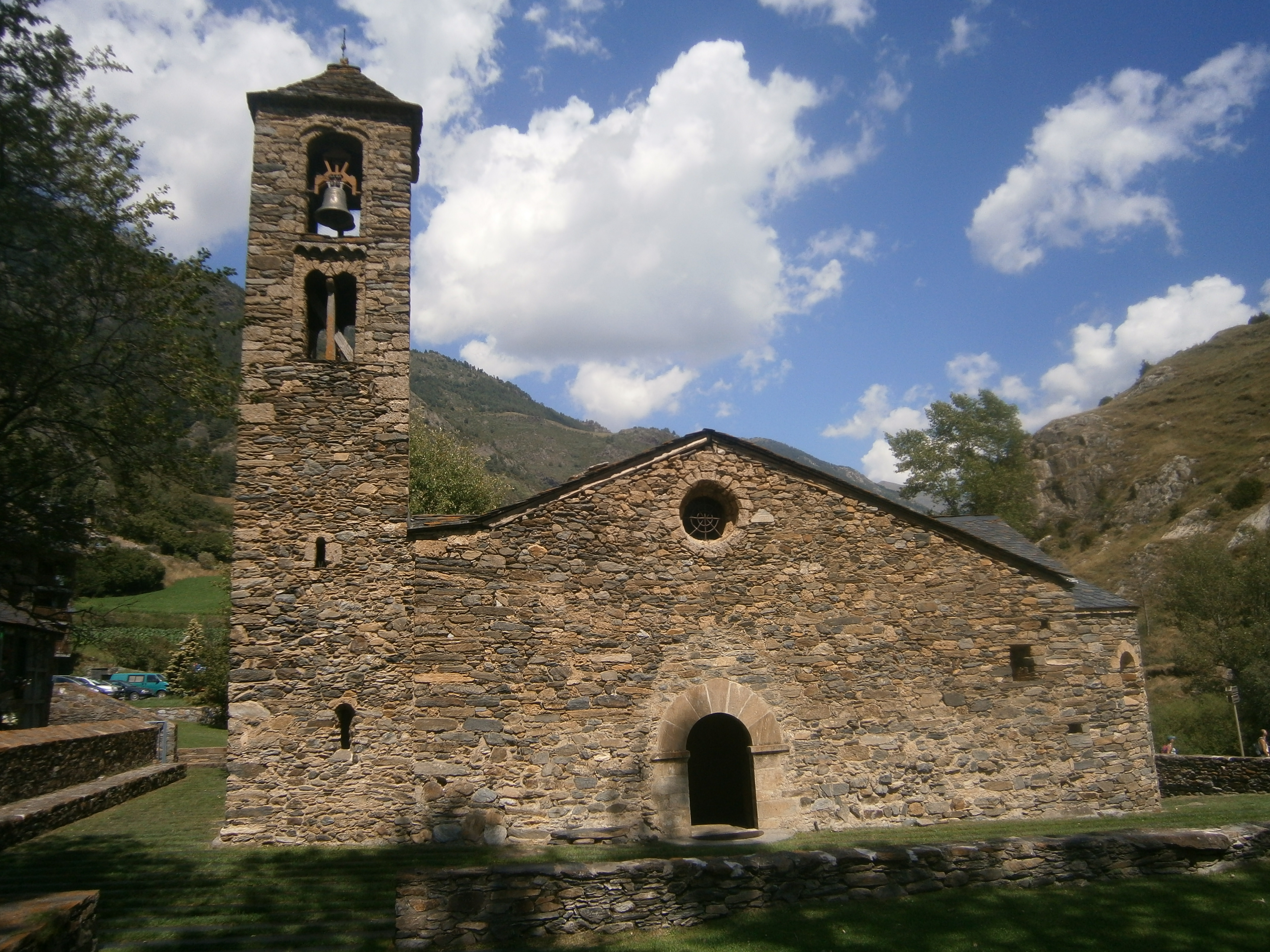
Sant Martí de la Cortinada
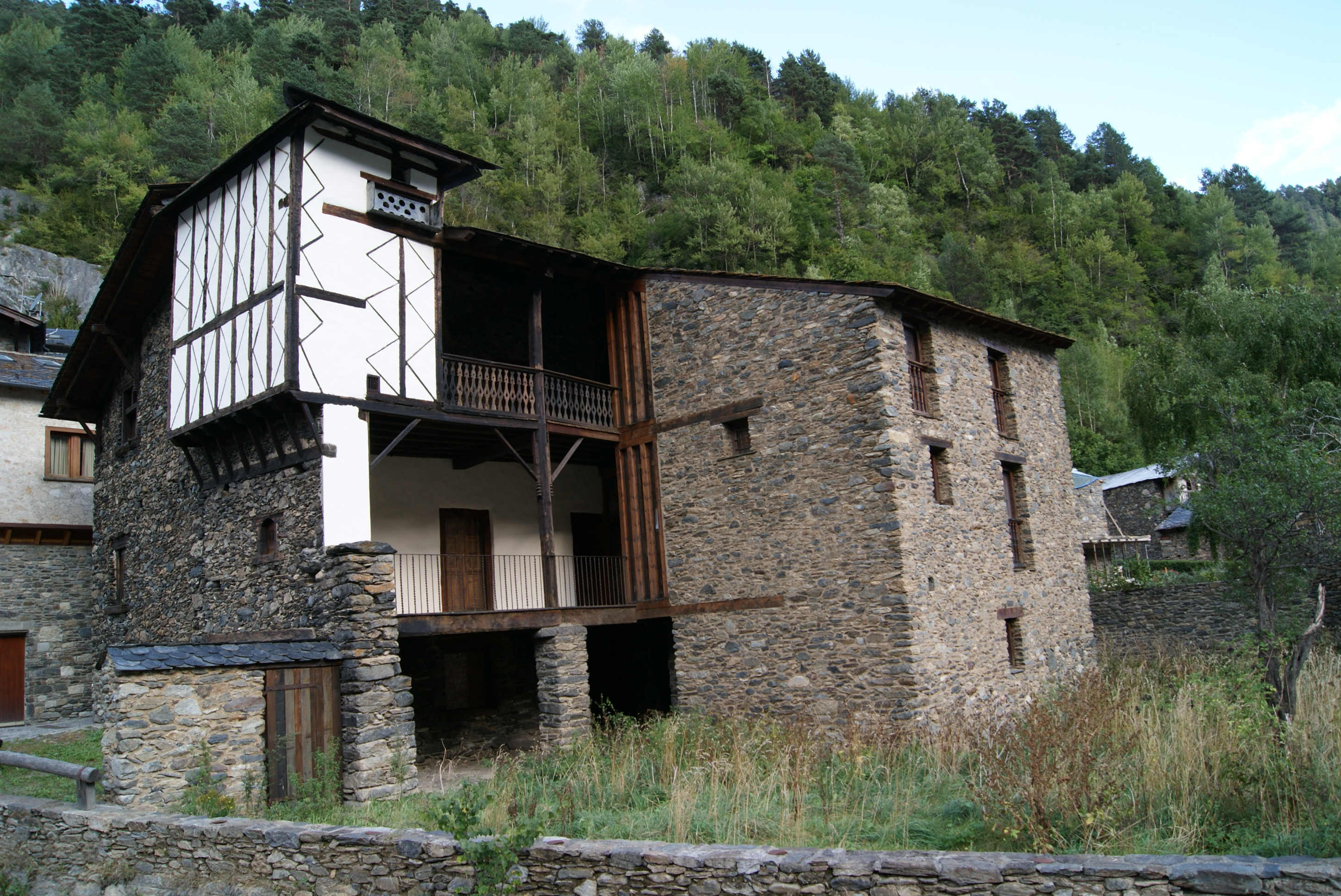
Cal Pal
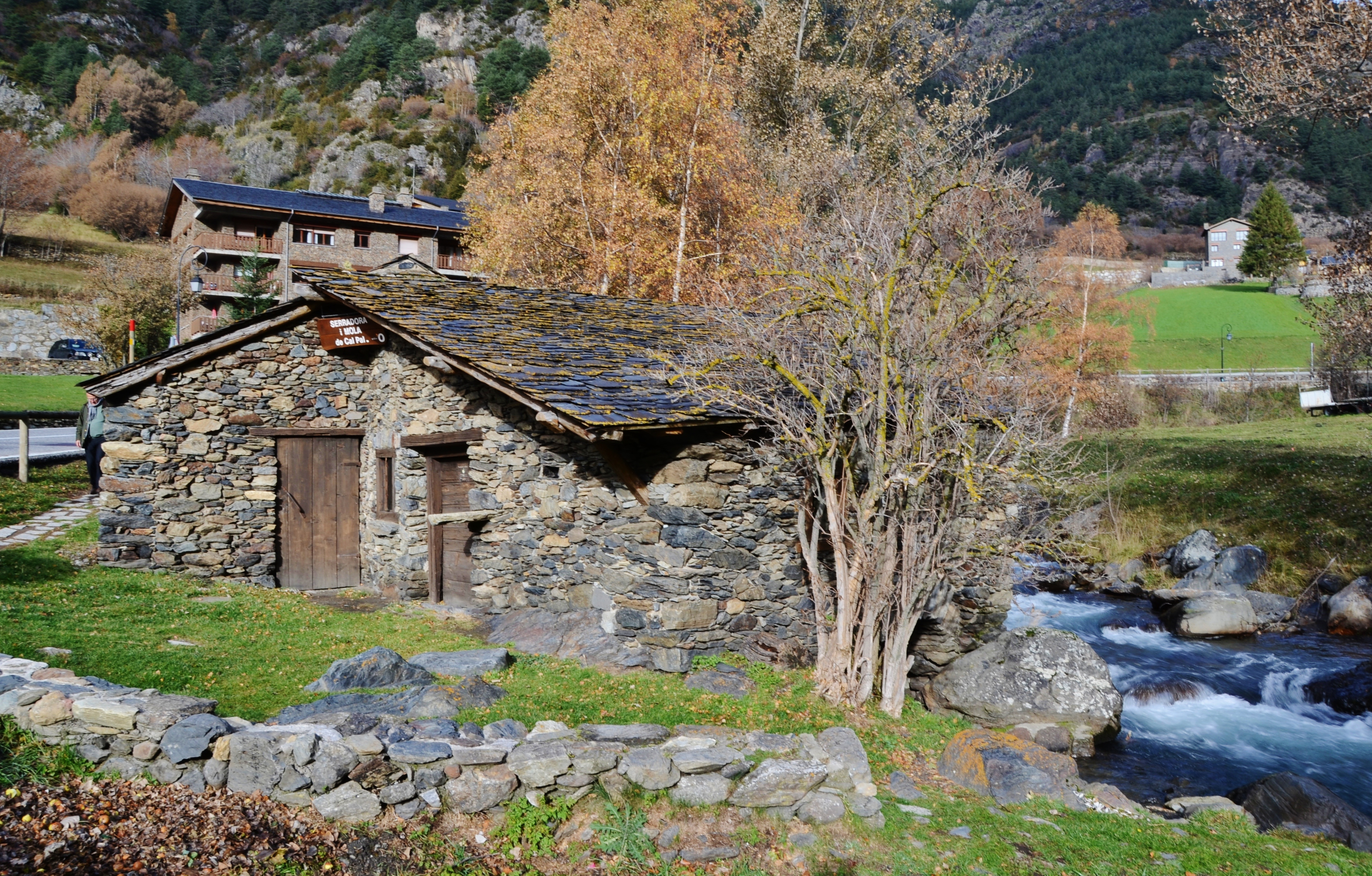
Moulin et scierie de cal Pal

## Démographie
La population de La Cortinada était estimée en 1838 à 100 habitants et à 120 habitants en 1875, ce qui en faisait comme aujourd'hui le second village de la paroisse quant au nombre d'habitants derrière le chef-lieu Ordino.

### Époque contemporaine
| 1984 | 1985 | 1986 | 1987 | 1988 | 1989 | 1990 | 1991 | 1992 |
| ---- | ---- | ---- | ---- | ---- | ---- | ---- | ---- | ---- |
| 77   | 88   | 98   | 97   | 107  | 90   | 112  | 128  | 152  |

| 1993 | 1994 | 1995 | 1996 | 1997 | 1998 | 1999 | 2000 | 2001 |
| ---- | ---- | ---- | ---- | ---- | ---- | ---- | ---- | ---- |
| 161  | 168  | 187  | 230  | 252  | 259  | 265  | 276  | 276  |

| 2002 | 2003 | 2004 | 2005 | 2006 | 2007 | 2008 | 2009 | 2010 |
| ---- | ---- | ---- | ---- | ---- | ---- | ---- | ---- | ---- |
| 275  | 348  | 413  | 522  | 573  | 638  | 701  | 739  | 785  |

| 2011 | 2012 | 2013 | 2014 | 2015 | 2016 | 2017 | - | - |
| ---- | ---- | ---- | ---- | ---- | ---- | ---- | - | - |
| 755  | 743  | 777  | 808  | 809  | 822  | 845  | - | - |